# Liste des épisodes d'Entourage

Cette page recense la liste des épisodes de la série télévisée Entourage.

## Première saison (2004)
1. À nous Hollywood (Entourage alias Pilot)
2. Une mauvaise critique dans le Variety (The Review)
3. L'Émission de télé (Talk Show)
4. Le Jour de la sortie de Head On (Date Night)
5. Le Scénario et le sherpa (The Script and the Sherpa)
6. Queen's boulevard sinon rien (Busey and the Beach)
7. La Scène en trop (The Scene)
8. New York (New York)

## Deuxième saison (2005)
1. De retour à New York (The Boys are Back in Town)
2. Une nouvelle voiture (My Maserati Does 185)
3. Aquamanoir (Aquamansion)
4. Une offre refusée (An Offer Refused)
5. Madame Stacy (Neighbors)
6. Chinatown (Chinatown)
7. Le Festival de Sundance (The Sundance Kids)
8. Oh, Mandy (Oh, Mandy)
9. Joyeux Anniversaire (I Love You Too)
10. Bar Mitzvah (The Bat Mitzvah)
11. Blue Lagoon (Blue Balls Lagoon)
12. Good Morning Saïgon (Good Morning Saigon)
13. Retour de manivelle (Exodus)
14. L'Abysse (The Abyss)

## Troisième saison (2006-2007)
1. Supermaman (Aquamom)
2. Un après-midi dans la vallée (One Day in the Valley)
3. Dominés (Dominated)
4. La Route de Bogota (Guys and Doll)
5. Un coup à jouer (Crash and Burn)
6. La Partie à trois (Three's Company)
7. Étrange Journée (Strange Days)
8. L'Art et l'argent (The Release)
9. Ken aux mains d'argent...! (Vegas Baby, Vegas!)
10. Les Souvenirs de Bob (I Wanna Be Sedated)
11. Jury à vendre (What About Bob ?)
12. Pas de quoi rire, Ari... (Sorry, Ari)
13. Cadeau d'anniversaire (Less Than 30)
14. Voyage entre amis (Dog Day Afternoon)
15. Une décision à prendre (Manic Monday)
16. Une réputation à préserver (Gotcha !)
17. Une course pour la gloire (Return of the King)
18. La Résurrection (The Resurrection)
19. L'Épouse du prince (The Prince's Bride)
20. Adios amigos (Adios Amigos)

## Quatrième saison (2007)
1. Ça tourne ! (Welcome to the Jungle)
2. Vince est de retour (The First Cut is the Deepest)
3. Une carrière en suspens (Malibooty)
4. Le Scénario de Night (Sorry, Harvey)
5. L'Équipe de Rêve (The Dream Team)
6. Le Chagrin d'amour (The Weho Ho)
7. Tout pour mon fils (The Day Fu*kers)
8. Une histoire de famille (Gary's Desk)
9. Le Jeune et le défoncé (The Young and the Stoned)
10. Le Mauvais Script (Snow Job)
11. Le Départ pour Cannes (No Cannes Do)
12. Les Boys de Cannes (The Cannes Kids)

## Cinquième saison (2008)
1. Adieu Medellin (Fantasy Island)
2. Loin des yeux, loin du cœur (Unlike a Virgin)
3. Hors jeu (The All Out Fall Out)
4. Par tous les moyens (Fire Sale)
5. Le Grand Trip (Tree Trippers)
6. Rédemption (Redomption)
7. Un choix difficile (Gotta Look Up to Get Down)
8. Changement de cap (First Class Jerk)
9. La Tarte (Pie)
10. Problèmes sur le tournage (Seth Green Day)
11. Plus dure sera la chute (Play'n With Fire)
12. Retour à Queens Boulevard (Return To Queens Blvd)

## Sixième saison (2009)
1. Un nouveau départ (Drive)
2. Le Grand Soir (Amongst Friends)
3. Le Blues de la trentaine (One Car, Two Car, Red Car, Blue Car)
4. Quiproquo (Running On E)
5. Entre gentlemen (Fore)
6. Les Mensonges d'Eric (Murphy's Lie)
7. Drama queen (No More Drama)
8. Les Notes de Sorkin (The Sorkin Notes)
9. Alerte Rouge (Security Briefs)
10. Tout a une fin (Berried Alive)
11. La Chance de toute une vie (Scared Straight)
12. C'est pour les gosses (Give a Little Bit)

## Septième saison (2010)
1. Stunted (Stunted)
2. Buzzed (Buzzed)
3. Dramédie (Dramedy)
4. Tequila Sunrise (Tequila Sunrise)
5. Histoire de cul (Bottoms up)
6. Plus un poil (Hair)
7. Coke et Tequila (Tequila and Coke)
8. Sniffette et gang bang (Sniff Sniff, Gang Bang)
9. Porno dans un restaurant italien (Porn Scenes From An Italian Restaurant)
10. Pétage de plomb (Lose Yourself)

## Huitième saison (2011)
1. Bon retour à la maison (Home Sweet Home)
2. Se dire adieu (Out with a Bang)
3. Un dernier coup (One Last Shot)
4. Bénis des dieux (Whiz Kid)
5. Conflit d'intérêt (Motherf*cker)
6. Le Big Bang (The Big Bang)
7. La Dernière Ligne droite (Second to Last)
8. La Fin (The End)